# Tatia aulopygia
Tatia aulopygia és una espècie de peix de la família dels auqueniptèrids i de l'ordre dels siluriformes.

## Morfologia
Els mascles poden assolir els 15,9 cm de llargària total.

## Distribució geogràfica
Es troba a Sud-amèrica: riu Madeira a la conca del riu Amazones.